# Епіцикл

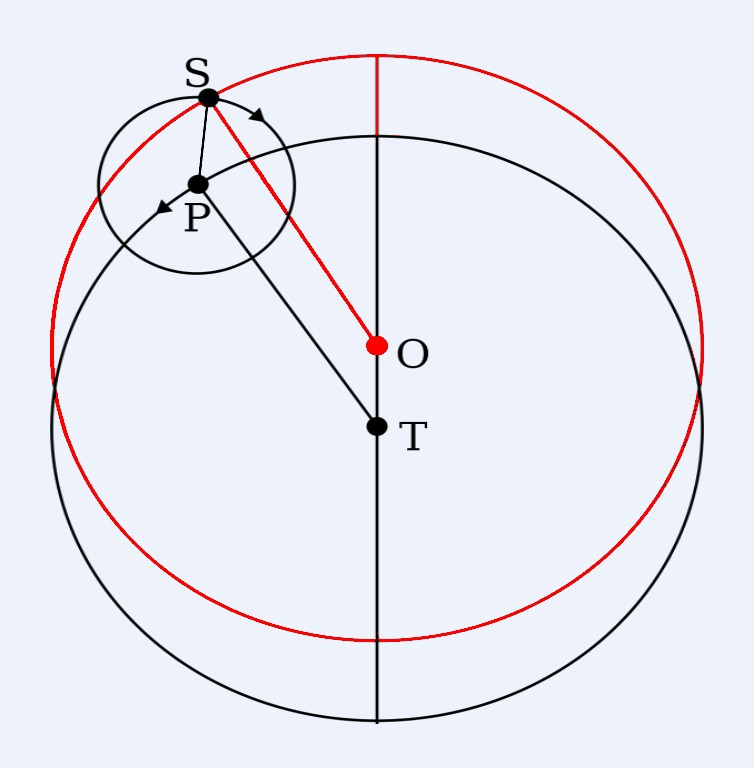
Поєднання рухів по епіциклу та деференту, що приводить до руху Сонця по ексцентричному колу в теоріях Гіппарха та Птолемея. Позначення: T — Земля (центр деференту), S — Сонце, P — центр епіциклу, O — центр ексцентра (результуючої орбіти Сонця). При русі Сонця відрізки SP і OT завжди паралельні.

Епіцикл (від грец. ἐπί  — на і грец. κύκλος  — коло)  — поняття, яке використовували стародавні та середньовічні вчені в своїх теоріях руху планет, включаючи геоцентричну модель Птолемея. Відповідно до цієї моделі, планета рівномірно рухається по малому колу, званому епіциклом, центр якого, у свою чергу, рухається по великому колу, яке називається деферентом. 

## Призначення епіциклів
Поняття епіциклу було введено, щоб моделювати нерівномірний рух Сонця, Місяця та планет в рамках панівної тоді геоцентричної системи світу. Згідно з теоріями Гіппарха та Птолемея, Сонце та Місяць рівномірно рухаються по епіциклах, центри яких рівномірно обертаються по деференту в протилежному напрямку. У випадку Сонця, періоди обох обертань однакові та рівні одному року, їх напрямки протилежні, внаслідок чого Сонце описує в просторі окружність (ексцентр), центр якої не збігається з центром Землі, що призводить до зміни кутової швидкості руху сонця й неоднакової протяжності пір року. Для Місяця, на відміну від Сонця, періоди найбільш швидкого або повільного руху по небу кожного місяця припадають на нове сузір'я, тому швидкості руху Місяця по деференту та епіциклу не збігаються, що призводить до рівномірного руху центру ексцентричного кола Місяця навколо Землі. 
Крім того, епіцикли дозволяли пояснити зворотні рухи зовнішніх планет. У цьому випадку напрямки руху по епіциклу та деференту збігалися. Для кожної з зовнішніх планет (Марса, Юпітера, Сатурна) період обертання по деференту дорівнював її сидеричному періоду, по епіциклу  — синодичному періоду. У випадку внутрішніх планет (Меркурія та Венери), період обертання по деференту дорівнював одному року, по епіциклу  — синодичному періоду планети. Ця схема не до кінця пояснювала нерівномірність руху планет, тому Птолемей був змушений ввести додаткове ускладнення: модель екванту, згідно з якою рух епіциклу по деференту є нерівномірним. Арабські астрономи для цієї ж мети використовували модель вторинного епіциклу, згідно з якою центр епіциклу обертається по вторинному епіциклу, котрий, у свою чергу, рухається по деференту. 

## Історичний нарис

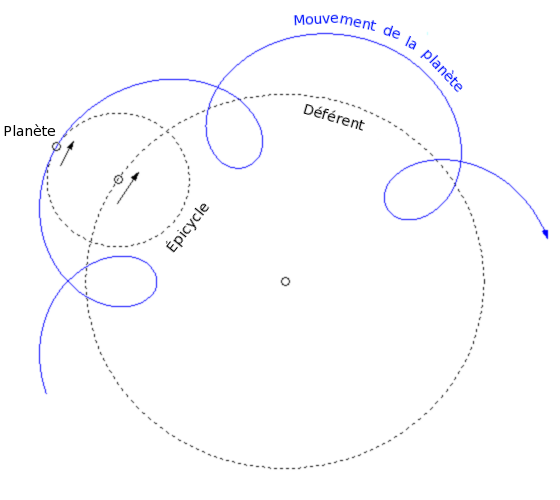
Пояснення зворотних рухів планет за допомогою епіциклу

Теорія епіциклів виникла в Стародавній Греції не пізніше III століття до н. е. Її авторство зазвичай пов'язують з великим математиком Аполлонієм Перзьким. На думку історика науки Ван дер Вардена, першу теорію епіциклів побудували ще піфагорійці в V столітті до н. е. Найбільш досконалу геоцентричну теорію руху Сонця, Місяця та планет в рамках моделі епіциклів побудував Клавдій Птолемей в II столітті н. е. Моделі епіциклів розробляли також астрономи Стародавньої Індії (особливо Аріабхата I) та мусульманського Сходу  (зокрема, Ібн аш-Шатир та насир ад-Дін ат-Тусі). 
Введення поняття епіциклу, з одного боку, дозволило достатньо точно описувати спостережуваний рух планет Сонячної системи по земному небосхилу, але, з іншого боку, вимагало значних обчислень і не дозволяло побудувати несуперечливу теорію будови Сонячної системи. 
Коперник відмовився від пояснення зворотних рухів планет за допомогою епіциклів  у рамках побудови геліоцентричної системи світу. Цей крок був дуже революційним, оскільки значно спростив будову Сонячної системи та дозволив, зрештою, відкрити закон всесвітнього тяжіння. Однак Коперник як і раніше використовував епіцикли для моделювання нерівномірності руху планет по орбітах. Повністю відмовився від епіциклів лише Йоганн Кеплер, який відкрив закони руху планет. 
Наближення до видимих рухів небесних тіл за допомогою кругових рухів (епіциклів та деферентів) певною мірою аналогічне розкладанню функції в ряд Фур'є, широко вживаному в сучасній науці, але щоб розв'язувати інші завдання. Для небесної механіки закони Кеплера найчастіше достатньо точні та набагато практичніші, а ряди Фур'є використовують для підвищення точності, застосовуючи при цьому закони механіки.